# Сидан (Канзас)
Сидан (енгл. Sedan) град је у америчкој савезној држави Канзас.

## Демографија
По попису из 2010. године број становника је 1.124, што је 218 (-16,2%) становника мање него 2000. године.
| Група             | 2000.         | 2010.         |
| Белци             | 1.235 (92,0%) | 1.002 (89,1%) |
| Афроамериканци    | 7 (0,5%)      | 5 (0,4%)      |
| Азијати           | 3 (0,2%)      | 1 (0,1%)      |
| Хиспаноамериканци | 28 (2,1%)     | 58 (5,2%)     |
| Укупно            | 1.342         | 1.124         |